# Olimpijski Konkurs Sztuki i Literatury 1932
Olimpijski Konkurs Sztuki i Literatury 1932 – piąta edycja konkursu odbyła się podczas LIO 1932 w Los Angeles. Medale przyznano w 5 kategoriach: architektura, literatura, muzyka, malarstwo i rzeźbiarstwo. Przyznano również medale z alpinizmu (Toni Schmid i Franz Schmid), za wejście na szczyt Matterhorn od strony północnej.

## Udział Polski
Konkurs krajowy zorganizowało Ministerstwo Wyznań Religijnych i Oświecenia Publicznego przy współpracy Instytutu Propagandy Sztuki. Hasło konkursu literackiego brzmiało Pięciu na olimpiadę. Zgłoszono jednak niewiele prac, a wybrane przez jury: Wiosna Grecka Hanny Malewskiej, Mount Everest 1924 Jalu Kurka,  nowela Wicher Stanisława Szczawińskiego, Z Karpat Władysława Burzyńskiego i Największe zwycięstwo Stanisława Zaleskiego nie zostały ostatecznie zgłoszone. Natomiast nagrodą dla wybranych pięciu utworów było wydanie ich drukiem. 
W konkursie grafiki, malarstwa i rzeźby wzięło udział ponad 100 prac. Pierwszą nagrodę dla grafiki  przyznano Janinie Konarskiej za cykl drzeworytów (Narciarze, Skocznia, Tenis, Regaty), a drugą Tadeuszowi Manteuffelowi. W konkursie malarskim pierwszą nagrodę otrzymała Jadwiga Umińska, a dwie drugie Józef Korolkiewicz i Wacław Borowski. W konkursie na rzeźbę pierwszą nagrodę otrzymał Antoni Kenar, a drugą Alfons Karny. Przyznano również nagrody za dwa plakaty: pierwszą za plakat Mistrzostw Świata w hokeju na lodzie w Krynicy w 1931 autorstwa Stefana Osieckiego i Jerzego Skolimowskiego, a drugą za plakat promujący Igrzyska olimpijskie w Los Angeles autorstwa Tadeusza Gronowskiego. 

## Medaliści

### Architektura
| Konkurencja               |                                                                                          |                                                             |                                                              |
| ------------------------- | ---------------------------------------------------------------------------------------- | ----------------------------------------------------------- | ------------------------------------------------------------ |
| Projekty architektoniczne | Gustave Saacké, Pierre Montenot & Pierre Bailly Projekt cyrku - Cirque pour Toros        | John Russell Pope Projekt budynku - Payne Whitney Gymnasium | Richard Konwiarz Projekt stadionu Olimpijskiego we Wrocławiu |
| Plan miasta               | John Hughes Projekt centrum sportowo-rekreacyjnego ze stadionem sportowym dla Liverpoolu | Jens Klemmensen Projekt stadionu i parku publicznego        | André Verbeke Projekt - Marathon Park                        |

### Literatura
| Konkurencja |                             |                              |   |
| ----------- | --------------------------- | ---------------------------- | - |
| Literatura  | Paul Bauer Am Kangehenzonga | Josef Petersen The Argonauts | − |

### Muzyka
| Konkurencja |   |                                               |   |
| ----------- | - | --------------------------------------------- | - |
| Muzyka      | − | Josef Suk Marsz symfoniczny - Into a New Life | − |

### Malarstwo
| Konkurencja            |                                      |                         |                             |
| ---------------------- | ------------------------------------ | ----------------------- | --------------------------- |
| Malarstwo              | David Wallin At the Seaside of Arild | Ruth Miller Struggle    | −                           |
| Akwarele i rysownictwo | Lee Blair Rodeo                      | Percy Crosby Jackknife  | Gerhard Westermann Horseman |
| Druki                  | Joseph Golinkin Leg Scissors         | Janina Konarska Stadion | Joachim Karsch Stabwechsel  |

### Rzeźbiarstwo
| Konkurencja           |                                      |                                      |                                         |
| --------------------- | ------------------------------------ | ------------------------------------ | --------------------------------------- |
| Statuetki             | Mahonri Young The Knockdown          | Miltiades Manno Wrestling            | Jakub Obrovský Odysseus                 |
| Medale i płaskorzeźby | Józef Klukowski Wieńczenie zawodnika | Frederick MacMonnies Lingbergh Medal | R. Tait McKenzie Shield of the Athletes |

### Alpinizm
| Konkurencja                                               |                            |   |   |
| --------------------------------------------------------- | -------------------------- | - | - |
| Pierwsze wejście na szczyt Matterhorn od północnej strony | Toni Schmid / Franz Schmid | − | − |